# Vaivara Sinimägede Muuseum

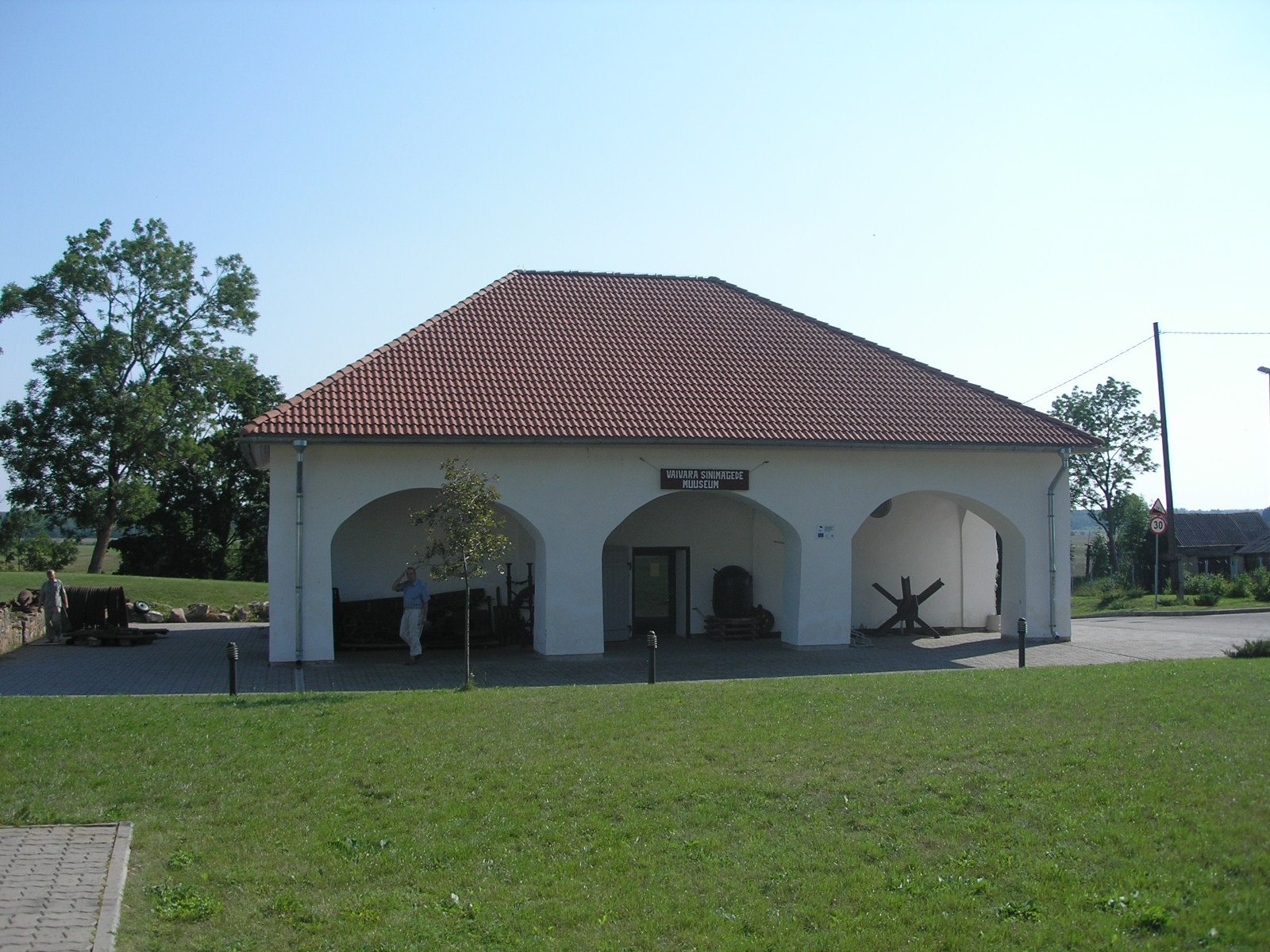
Vaivara Sinimägede Muuseum (Sommer 2011)

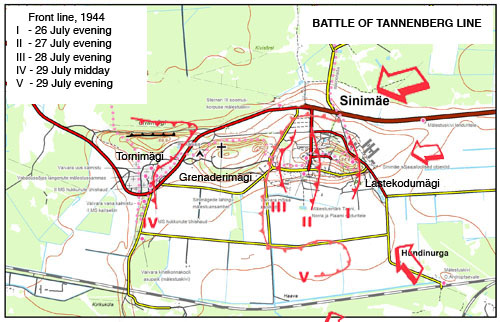
Battle of Tannenberg Line (Karte zur Schlacht um die Tannenbergstellung)

Das Vaivara Sinimägede Muuseum, das Museum zur Schlacht um die Tannenbergstellung in Vaivara, Estland, ist ein Museum im Dorf Sinimäe im Gebiet von Narva-Jõesuu, das in erster Linie die Schlacht um die Blauberge (estnisch Sinimägede lahing) während des Zweiten Weltkriegs zeigt. 

## Allgemeines
Das Museum stellt Waffen, Uniformen, persönliche Gegenstände der Soldaten, Kriegsfotos, Propagandaplakate der gegnerischen Seiten usw. aus. Neben dem Kriegsthema präsentiert das Museum auch die Geschichte der Gemeinde Vaivara. Historische Filme und Dokumentarfilme können auf einer großen Leinwand angeschaut werden.
Das Museum ist in einem renovierten Gebäude des Herrenhauses von Vaivara (estnisch Vaivara mõis) untergebracht.
Die Webseite des offensichtlich von der EU unterstützten Museums präsentiert die geschichtlichen Vorgänge und die Ehrung der Soldaten der Waffen-SS darin mit den folgenden Worten (in ungefährer deutscher Übersetzung):

„Da das Dorf Sinimäe recht jung ist und hauptsächlich in den 1950er Jahren gebaut wurde, mag es auf den ersten Blick so aussehen, als gäbe es hier keine Geschichte. […] Während des Zweiten Weltkriegs wurden 90 % der Gebäude in der Gemeinde Vaivara zerstört. Von Februar bis September 1944 fanden hier an der Narva-Front schwere Abwehrkämpfe statt, die Ende Juli in der Schlacht in den Blaubergen ihren Höhepunkt fanden. Hier, neben dem Schulhaus [...] befinden sich Gedenktafeln für die norwegischen, dänischen und flämischen Kämpfer, die zusammen mit den Deutschen und Esten die so genannten „Soldaten aus Flandern“ bildeten. Die Deutschen und die Esten gehörten zum SS-Korps III (etwa 50 000 Mann). Das Korps hielt die Blauberge fast zwei Monate lang gegen einen eindringenden Feind mit einer vierfachen Mannstärke und zog sich im Zuge des allgemeinen Rückzugs der Front Mitte September von dort zurück.“

In der Schlacht um den Brückenkopf von Narva in der ersten Hälfte des Jahres 1944 hatte die sowjetische Armee die Nazi-Truppen zurückgedrängt, die zuvor drei Jahre die Hungerblockade von Leningrad errichtet hatten.
Am 9. Mai 2023 wurde in der estnischen Presse über die Schändung von dort für die Waffen-SS aufgestellten Gedenksteinen in der Nacht zum 9. Mai berichtet. Die Leiterin des Museums, Ivika Maidre, wertete die Schändung gegenüber der estnischen Zeitung Põhjarannik als „eine reine politische Provokation“, der Bürgermeister von Narva-Jõesuu, Maxim Iljin, äußerte sich mit den Worten: „Leider haben manche Leute mehr Energie für Dummheiten als für etwas Nützliches. Ich verstehe nicht, warum das gemacht wird, was der Zweck ist“.

## Zitat
„Hier ruhen unbekannt doch unvergessen Soldaten aus Flandern“ (unterer Teil der Aufschrift eines SS-Ehrenmals in Vaivara)